# 蓝花欧丁香
蓝花欧丁香（学名：Syringa vulgaris f. coerulea）为木犀科丁香属欧丁香下的一个变型。分布于中国各地，目前尚未由人工引种栽培。 